# Christian Ramota
Christian Ramota, född 14 april 1973 i Köln, Västtyskland, är en tysk tidigare handbollsmålvakt.
Han ingick i det tyska lag som tog OS-silver 2004 i Aten.